# یواس‌اس یونیت (۱۸۶۲)
یواس‌اس یونیت (۱۸۶۲) (به انگلیسی: USS Unit (1862)) یک کشتی بود که طول آن not known بود. این کشتی در سال ۱۸۶۲ ساخته شد.